# 1944 v hudbě
Tento článek obsahuje události související s hudbou, které proběhly v roce 1944.

## Narození
- 6. leden – Alan Stivell[1]
- 9. leden – Jimmy Page, (Led Zeppelin)
- 10. leden – Frank Sinatra, Jr., zpěvák[2][3]
- 16. leden – Jim Stafford[zdroj⁠?!]
- 5. února – Al Kooper, hudebník, skladatel a hudební producent (Blood, Sweat & Tears)
- 10. února – Clifford T. Ward, zpěvák-skladatel († 2001)[4][5]
- 15. února – Mick Avory, bubeník (The Kinks)[6][7]
- 23. února – Johnny Winter
- 24. února
  - Paul Jones[zdroj⁠?!]
  - Nicky Hopkins, klávesista († 1994)
- 1. březen
  - Mike d'Abo, zpěvák (Manfred Mann)[8][9]
  - Roger Daltrey, zpěvák (The Who)
- 4. březen – Bobby Womack, zpěvák-skladatel[10][11]
- 6. březen – Mary Wilson (The Supremes)[12][13]
- 15. březen – Sly Stone, zpěvák, skladatel, hudebník a hudební producent
- 6. duben – Michelle Phillips, (The Mamas & the Papas)
- 12. duben – John Kay, zpěvák, skladatel a kytarista (Steppenwolf)
- 13. duben – Jack Casady, baskytarista (Jefferson Airplane)[14]
- 15. duben – Dave Edmunds, rockový zpěvák a kytarista
- 9. květen – Richie Furay, zpěvák (Buffalo Springfield)[15]
- 12. květen – James Purify, zpěvák[16]
- 17. květen – Jesse Winchester, hudebník a skladatel[17]
- 20. květen
  - Joe Cocker, zpěvák
  - Boudewijn de Groot, nizozemský zpěvák[18][19]
- 28. květen
  - Billy Vera, zpěvák, herec a autor[20][21][22]
  - Gladys Knight, zpěvačka[23][24]
- 31. květen – Mick Ralphs, kytarista a skladatel (Mott the Hoople)
- 2. červen – Marvin Hamlisch, skladatel[25]
- 6. červen – Edgar Froese, (Tangerine Dream)[26][27][28]
- 7. červen – Clarence White, kytarista (The Byrds, Nashville West) († 1973)[29]
- 8. červen – Boz Scaggs, zpěvák-skladatel
- 17. červen – Chris Spedding, kytarista a skladatel[30]
- 21. červen – Ray Davies, zpěvák-skladatel (The Kinks)
- 22. červen – Peter Asher, zpěvák a hudební producent (Peter & Gordon)[31][32]
- 24. červen
  - Chris Wood, hudebník (Traffic) († 1983)
  - Jeff Beck, kytarista (The Yardbirds)
  - Arthur Brown, zpěvák (The Crazy World of Arthur Brown)
- 30. červen – Glenn Shorrock, zpěvák a skladatel (Little River Band)[33][34]
- 8. červenec
  - Michael Johnson, zpěvák-skladatel a kytarista[35]
  - Jai Johanny Johanson, bubeník (The Allman Brothers Band)
- 22. červenec
  - Estelle Bennett (The Ronettes)[36][37][38]
  - Rick Davies, klávesista (Supertramp)[39]
- 25. červenec – Jim McCarty, bubeník (The Yardbirds, Renaissance)
- 27. červenec – Bobbie Gentry, zpěvák-skladatel[40][41]
- 2. srpen – Jim Capaldi, zpěvák-skladatel a bubeník (Traffic) († 2005)[42]
- 3. srpen – Nino Bravo, španělský zpěvák(† 1973)[43][44]
- 12. srpen – Larry Troutman, R&B hudebník (Zapp) († 1999)[45][46]
- 18. srpen – Carl Wayne, zpěvák (The Move) († 2004)
- 19. srpen – Eddy Raven, country hudebník[47]
- 21. srpen – Jackie DeShannon, zpěvačka[48][49]
- 27. srpen – Tim Bogert, baskytarista (Vanilla Fudge)[50][51]
- 3. září – Gary Leeds (The Walker Brothers)[52]
- 12. září – Barry White, zpěvák-skladatel a hudební producent († 2003)
- 13. září – Peter Cetera, zpěvák (Chicago)[53][54]
- 16. září – Betty Kelley (Martha and the Vandellas)[55]
- 23. září – Ivan Martin Jirous, básník a manažer skupiny (The Plastic People of the Universe)
- 1. říjen – Barbara Parritt, (The Toys)[56]
- 4. říjen – Marlena Davis (The Orlons)[zdroj⁠?!]
- 9. říjen – John Entwistle, baskytarista (The Who) († 2002)
- 9. říjen – Peter Tosh, reggae hudebník († 1987)
- 13. říjen – Robert Lamm, klávesista, zpěvák a skladatel (Chicago)[zdroj⁠?!]
- 16. říjen – Patsy Watchorn, folkový hudebník[zdroj⁠?!]
- 25. říjen – Jon Anderson, zpěvák Yes
- 26. říjen – Jim McCann, folkový hudebník[zdroj⁠?!]
- 29. říjen – Denny Laine, kytzarista a zpěvák (The Moody Blues, Wings)
- 2. listopadu – Keith Emerson, klávesista a skladatel (Emerson, Lake & Palmer)
- 8. listopadu – Bonnie Bramlett, (Delaney & Bonnie)[zdroj⁠?!]
- 12. listopadu – Booker T. Jones, hudebník a hudební producent[zdroj⁠?!]
- 17. listopadu – Gene Clark, zpěvák-skladatel (The Byrds) († 1991)[zdroj⁠?!]
- 26. listopadu – Jean Terrell, zpěvák[zdroj⁠?!]
- 28. listopadu – R. B. Greaves, zpěvák[zdroj⁠?!]
- 1. prosinec – John Densmore (The Doors)
- 4. prosinec – Dennis Wilson (The Beach Boys) († 1983)
- 6. prosinec – Jonathan King, zpěvák, skladatel a hudební producent[zdroj⁠?!]
- 7. prosinec – Daniel Chorzempa, varhanista[zdroj⁠?!]
- 9. prosinec – Shirley Brickley (The Orlons)[zdroj⁠?!]
- 12. prosinec – Rob Tyner (MC5)[zdroj⁠?!]
- 19. prosinec
  - Alvin Lee, kytarista a zpěvák (Ten Years After)
  - Zal Yanovsky, kytarista a zpěvák (The Lovin' Spoonful) (†2002)[zdroj⁠?!]
- 20. prosinec – Bobby Colomby, bubeník (Blood, Sweat & Tears)
- 22. prosinec – Barry Jenkins, bubeník (The Animals)[zdroj⁠?!]
- 25. prosinec – Henry Vestine, kytarista (Canned Heat) († 1997)
- 27. prosinec – Mick Jones, kytarista, skladatel a hudební producent (Foreigner)

## Úmrtí
- 15. prosinec – Glenn Miller, hudebník (* 1904)